# Lev Splavák
Lev Splavák je místní pojmenování bronzové sochy lva ve Starých Splavech (část obce Doksy v okrese Česká Lípa), původně součásti pomníku obětem první světové války v Žatci.

## Žatec
Pomník obětem první světové války, jehož součástí socha lva původně byla, byl odhalen v Žatci na náměstí Svobody v září roku 1930 na místě uprázdněném po pomníku Josefa II. zničeného v roce 1919. Autorem lva byl teplický sochař Anton Schaff, který svým návrhem zvítězil ve veřejné soutěži. Lev stál na vysokém podstavci s výraznými číslicemi 1914 a 1918 a deskami se jmény padlých v první světové válce. Na její zaplacení byla zřízena veřejná sbírka. Na jeho místě dnes stojí tzv. Nejmenší chmelnička na světě. V roce 1942 vydala německá správa nařízení o využití kovových předmětů pro válečné účely a proto došlo ke sejmutí sochy lva z podstavce. K jejímu roztavení ale nedošlo a byla uschována v místních sběrných surovinách. Po skončení druhé světové války byla nalezena a nabídnuta městu ke zpětnému odkupu. To ale nemělo zájem a mělo se za to, že došlo k jejímu roztavení. 

## Staré Splavy
Ve skutečnosti sochu odkoupil ředitel základní školy ve Starých Splavech se záměrem umístit jí před budovu školy. Tam byla nakonec umístěna socha jiná a lev byl instalován nad chatovou osadou na skalním hřebenu severně od vsi. Chatová osada od něj získala svůj název „Pod lvem“. Po roce 1989 došlo k několika vandalským útokům na sochu stojící samostatně v přírodě a nakonec k jejímu shození, rozřezání a prodání do sběrných surovin. Odtud se jí podařilo zachránit a v roce 2006 zrestaurovat. Nyní stojí přímo ve vsi v parku u ulice Dalibora z Myšlína. Místo na skalním hřebenu, kde původně stála, bylo v roce 2017 stále zřejmé a byla na něm umístěna pamětní deska.